# Roqui Sanchez
Pour les articles homonymes, voir Sanchez.
Roqui Sanchez  (né le 12 décembre 1952 à Agramunt) est un athlète français, spécialiste du 800 mètres.

## Palmarès
- 24 sélections en Équipe de France A.

- Il est l'actuel codétenteur du Record de France du relais 4 × 800 mètres avec Joël Riquelme, Philippe Dupont et Roger Milhau avec le temps de 7 min 13 s 6[1].

Championnats de France Élite :
- - 1er et Champion de France du 800 m en 1972 à Colombes.
- - 1er et Champion de France du 800 m en 1975 à Saint-Etienne.
- - 1er et Champion de France du 800 m en 1976 à Villeneuve d'Ascq.

Jeux Méditerranéens :
- - 3e du 800 m et  - 2e du Relais 4 × 400 m aux Jeux méditerranéens de 1975, à Alger.

## Meilleures performances
| Épreuve | Performance   | Lieu     | Date |
| ------- | ------------- | -------- | ---- |
| 800 m   | 1 min 46 s 22 | Budapest | 1977 |
| 1 000 m | 2 min 18 s 9  |          | 1975 |